# Erik Knudsen
Eric Jake Knudsen (Toronto, 25 marzo 1988) è un attore canadese.

## Biografia
Knudsen è nato a Toronto, Ontario. È apparso in diversi film soprattutto in Canada. Nel 2000, Knudsen ha ottenuto una piccola parte in Tribulation, dove per la sua prestazione è stato candidato agli Young Artist Awards. Nel 2003 ha poi avuto un ruolo principale nella commedia Mental Block.
Knudsen è apparso in Saw II - La soluzione dell'enigma nel ruolo di Daniel Matthews. Ha fatto un'apparizione in Bon Cop, Bad Cop e in un episodio di Flashpoint. Ha inoltre preso parte a Scream 4. Dal 2012 è uno dei protagonisti di Continuum.

## Filmografia

### Cinema
- Tribulation, regia di André van Heerden (2000)
- The Prize Winner of Defiance, Ohio, regia di Jane Anderson (2005)
- Saw II - La soluzione dell'enigma (Saw II), regia di Darren Lynn Bousman (2005)
- Doppia indagine (Bon Cop, Bad Cop), regia di Erik Canuel (2006)
- A Lobster Tale, regia di Adam Massey (2006)
- Youth in Revolt, regia di Miguel Arteta (2009)
- Scott Pilgrim vs. the World, regia di Edgar Wright (2010)
- Beastly, regia di Daniel Barnz (2011)
- Scream 4, regia di Wes Craven (2011)
- The Barrens, regia di Darren Lynn Bousman (2012)
- Enfant Terrible, regia di Ricky Tollman - cortometraggio (2016)
- Bon Cop Bad Cop 2, regia di Alain Desrochers (2017)
- Darker Than Night, regia di Johnny Mitchell (2018)
- The Camp Host, regia di Henry Darrow McComas (2024)

### Televisione
- I Was a Sixth Grade Alien – serie TV, episodi 1x04-1x14 (1999)
- Real Kids, Real Adventures – serie TV, episodio 3x07 (1999)
- Common Ground, regia di Donna Deitch – film TV (2000)
- In a Heartbeat - I ragazzi del pronto soccorso (In a Heartbeat) – serie TV, episodio 1x11 (2000)
- Chi sono? Babbo Natale? (Santa Who?), regia di William Dear – film TV (2000)
- Blackout, regia di James Keach – film TV (2001)
- The Familiar Stranger, regia di Alan Metzger – film TV (2001)
- Doc – serie TV, episodi 2x07-2x08 (2001)
- Stolen Miracle, regia di Norma Bailey – film TV (2001)
- The Guardian – serie TV, 4 episodi (2001-2002)
- Miracolo a tutto campo (Full-Court Miracle), regia di Stuart Gillard – film TV (2003)
- Blue Murder – serie TV, episodio 4x04 (2004)
- Mental Block – serie TV, 26 episodi (2003-2004)
- Kevin Hill – serie TV, episodio 1x22 (2005)
- Booky Makes Her Mark, regia di Peter Moss – film TV (2006)
- Jericho – serie TV, 18 episodi (2006-2008)
- A Teacher's Crime, regia di Robert Malenfant – film TV (2008)
- Flashpoint – serie TV, episodio 1x03 (2008)
- Saving Hope – serie TV, episodio 1x01 (2012)
- Degrassi: The Next Generation – serie TV, episodi 12x29-12x30 (2012)
- Il fascino della paura (Client Seduction), regia di Penelope Buitenhuis – film TV (2014)
- Continuum – serie TV, 42 episodi (2012-2015)
- L'esercito delle 12 scimmie (12 Monkeys) – serie TV, episodio 2x03 (2016)
- Ransom – serie TV, episodio 1x07 (2017)
- Killjoys – serie TV, episodi 3x02-3x05 (2017)
- La nebbia (The Mist) – serie TV, 7 episodi (2017)
- Stickman, regia di Sheldon Wilson – film TV (2017)
- Designated Survivor – serie TV, episodio 3x08 (2019)
- I misteri di Murdoch (Murdoch Mysteries) – serie TV, episodio 13x07 (2019)
- Hudson & Rex – serie TV, episodio 2x14 (2020)
- Nine Films About Technology – serie TV, episodio 1x08 (2021)
- Private Eyes – serie TV, episodi 5x06-5x07 (2021)
- Mayor of Kingstown – serie TV, episodio 1x03 (2021)
- Che Todd ci aiuti (So Help Me Todd) – serie TV, episodio 1x03 (2022)

### Doppiatore
- Scott Pilgrim - La serie (Scott Pilgrim Takes Off) – serie animata (2023)

## Doppiatori Italiani
Nelle versioni in italiano delle opere in cui ha recitato, Erik Knudsen è stato doppiato da:
- Alessio Puccio in Beastly, Jericho, Private Eyes
- Andrea Mete in Saw II - la soluzione dell'enigma
- David Chevalier in Scream 4
- Davide Albano in Continuum
- Luca Gilberto in Scott Pilgrim vs the World